# Machaerium (flugsläkte)
För växtsläktet, se Machaerium.
Machaerium är ett släkte av tvåvingar. Machaerium ingår i familjen styltflugor.
Kladogram enligt Catalogue of Life och Dyntaxa:
| Machaerium | \| \| Machaerium henanense \| \| \| \| \| \| Machaerium maritimae \| \| \| \| \| \| Machaerium orientalis \| \| \| \| \| \| Machaerium tianmushanum \| \| \| \| |
|            | \| \| Machaerium henanense \| \| \| \| \| \| Machaerium maritimae \| \| \| \| \| \| Machaerium orientalis \| \| \| \| \| \| Machaerium tianmushanum \| \| \| \| |
|            | Machaerium henanense |
|            | |
|            | Machaerium maritimae |
|            | |
|            | Machaerium orientalis |
|            | |
|            | Machaerium tianmushanum |
|            | |